# Old Songs and Memories
Old Songs and Memories est un film muet américain réalisé par Colin Campbell et sorti en 1912.

## Synopsis
Un couple âgé se remémore ses jeunes années passées à écouter de vieilles musiques folks.

## Fiche technique
- Réalisation : Colin Campbell
- Scénario : Hettie Gray Baker
- Production : William Nicholas Selig
- Date de sortie : 
  - États-Unis : 14 novembre 1912

## Distribution
- Tom Santschi : le vieil homme, vétéran de la Guerre civile
- Eugenie Besserer : la vieille dame